# Hernán Ferri
Hernán Ferri (nacido en Rosario el 31 de marzo de 1979) es un exfutbolista argentino que militó en varios equipos de su país donde ocupó la posición de defensor; debutó en 2001 en Rosario Central.

## Carrera
Luego de realizar las divisiones juveniles en Rosario Central, Ferri tuvo la oportunidad de jugar en la primera del club el 13 de mayo de 2001, en un cotejo válido por la 15.ª fecha del Clausura en el que su equipo enfrentó a Unión de Santa Fe, igualando en tres tantos. Si bien se mantuvo en el canalla hasta mediados de 2002, este fue su único partido con la casaca auriazul.
Continuó su carrera en Central Córdoba de Rosario, club del cual defendió sus colores en la temporada 2002-2003 de la Primera B. Luego de un breve paso por el fútbol ecuatoriano, donde jugó en Espoli, recaló en el campeonato de la Primera B Nacional, fichando por San Martín de San Juan (en dos etapas), Chacarita Juniors y Aldosivi entre 2004 y 2007. En este último año, y en su segundo ciclo en el cuadro sanjuanino, formó parte del plantel que consiguió el ascenso a Primera División.
Luego de jugar en el Torneo Argentino A para Gimnasia y Esgrima de Mendoza, retornó a la ciudad de Rosario, pasando primeramente por Central Córdoba, para luego fichar en Argentino. Cerró su carrera en las ligas regionales de la provincia de Santa Fe, jugando en Americano de Carlos Pellegrini en 2010 y en Atlético Elortondo entre 2011 y 2012. 
Una vez retirado inició una carrera como entrenador. Desde 2015 dirige el primer equipo de Atlético Elortondo, participando en la Liga Venadense de Fútbol.

## Clubes
| Club                           | País      | Año       |
| ------------------------------ | --------- | --------- |
| Rosario Central                | Argentina | 2001-2002 |
| Central Córdoba (Rosario)      | Argentina | 2002-2003 |
| Espoli                         | Ecuador   | 2004      |
| San Martín (San Juan)          | Argentina | 2004-2005 |
| Chacarita Juniors              | Argentina | 2005      |
| Aldosivi                       | Argentina | 2006      |
| San Martín (San Juan)          | Argentina | 2006-2007 |
| Gimnasia y Esgrima (Mendoza)   | Argentina | 2007      |
| Central Córdoba (Rosario)      | Argentina | 2008-2009 |
| Argentino (Rosario)            | Argentina | 2009-2010 |
| Americano de Carlos Pellegrini | Argentina | 2010      |
| Atlético Elortondo             | Argentina | 2011-2012 |

## Palmarés
| Equipo                 | País      | Título                     | Año  |
| ---------------------- | --------- | -------------------------- | ---- |
| San Martín de San Juan | Argentina | Ascenso a Primera División | 2007 |